# Leonardo Pareja
Leonardo Rodrigues Pareja (26 de marzo de 1974 — 9 de diciembre de 1996) fue un bandido brasileño.

## Trayectoria
Comenzó su trayectoria de fama en septiembre de 1995 cuando, después de asaltar un hotel en la ciudad de Feria de Santana, Bahía, mantuvo como rehén por tres días una chica de 16 años, Fernanda Viana, sobrina del entonces senador Antônio Carlos Magalhães. En este episodio comenzó a ganar fama de audaz al negociar con la policía cubierto por lençóis de manera a imposibilitar la actuación de tiradores de élite.
Después de liberar la chica, pasó más de un mes huyendo de la policía y mientras daba entrevistas a las radios y televisiones, siempre burlando y desafiando la policía. A veces llegaba a anunciar la ida en determinado municipio, pero siempre conseguía escapar.
En abril de 1996, comandó una rebelión de siete días en el Centro Penitenciario de Goiás (CEPAIGO), en la ciudad de Aparecida de Goiânia, donde él y 43 detenidos más huyeron, después de hacer varias autoridades como rehén, inclusive el presidente del Tribunal de Justicia de Goiás, Desembargador Homero Sabino.
El mismo año, fue tema de un documental Vida Bandida-Leonardo Pareja realizado por Régis Haría.
Fue traicionado y muerto en la prisión en diciembre de 1996.
Inspiró el autor curitibano Leandro Francia en el libro Ensayo de una vida bandida, lanzado en 2008.